# 袁于令
袁于令（1592年—1674年），一名晉，又名韞玉，字令昭、研昭，號鳧公、籜菴、幔亭、幔亭仙史、幔亭歌峰者、白賓、吉衣主人，南直隸蘇州府吳縣人，清朝政治人物。小說《隋史遺文》、崑曲《西樓記》等作品的作者。

## 生平
明末監生，入清後始出仕，任工部都水司郎中，順治三年（1646年）任山東臨清關監督，五年（1648年）出為荊州府知府，十年（1653年）三月遭湖廣撫按論劾侵盜錢糧被罷職，隱居會稽縣，康熙十三年（1674年）卒。

## 家族
來自吳門袁氏家族，曾祖袁褒；祖父袁年；父袁堪。夫人為唐文獻女。有二子。